# 小陂山遗址
小陂山遗址，位于中国广东省河源市和平县附城镇，为和平县的一个县级文物保护单位，类型为古遗址，公布时间为1986年9月。
小陂山遗址的历史年代为新石器时代。